# Piptochaetium setosum
Piptochaetium setosum är en gräsart som beskrevs av José Arechavaleta. Piptochaetium setosum ingår i släktet Piptochaetium och familjen gräs. Inga underarter finns listade i Catalogue of Life.